# Centris mourei
Centris mourei är en biart som beskrevs av Roig-alsina 2000. Centris mourei ingår i släktet Centris och familjen långtungebin. Inga underarter finns listade.